# モカシン

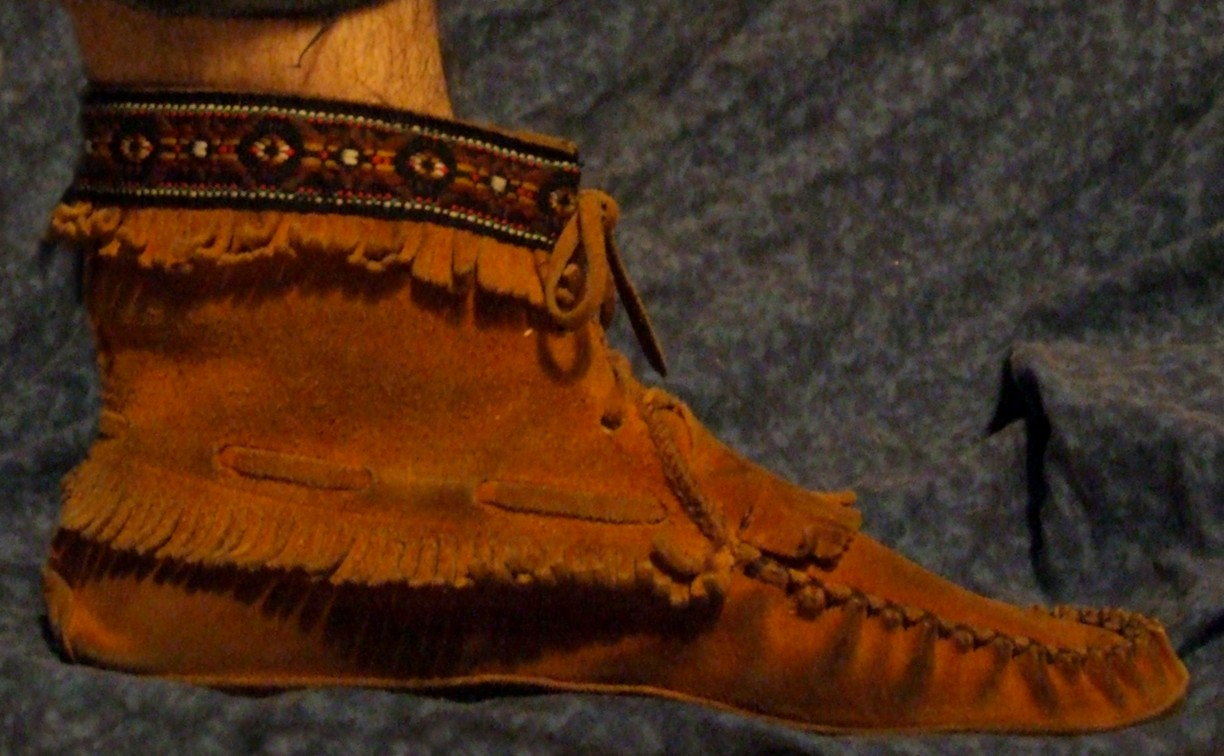
歴史的なモカシン

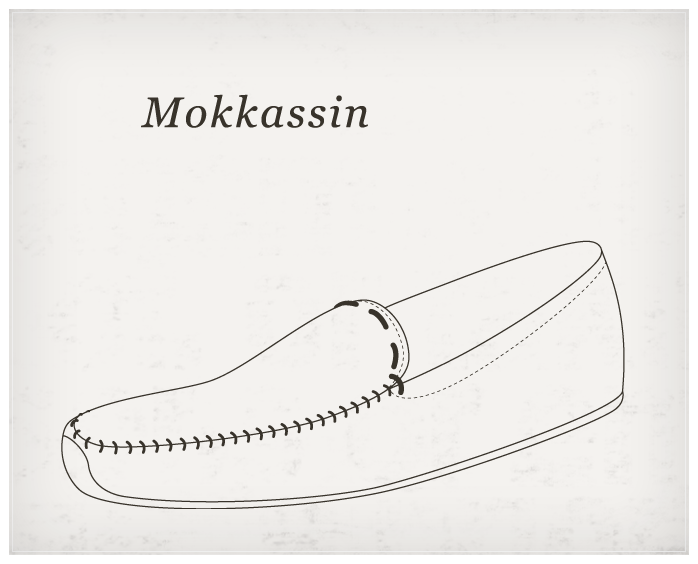
現代のモカシン

モカシン（英: Moccasin）は、靴のスタイルの一種。歴史的にはアメリカの先住民が履いていた、一枚革で作られたスリッポン形式の靴のことを指した。古来の原形は（鹿などの）一枚革で足を包むように形成されたものだった。後にU字形の甲革を縫合するタイプなども作られたため、現在ではこれらも含めてのモカシンという総称になっている。
現在では主に、現代人の履いている革靴の一種のことを指す。スリッポン形式で、側部と底部が一枚革で作られ、U字型の甲革が「モカシン縫い」で縫合されているのが特徴。

## 概要

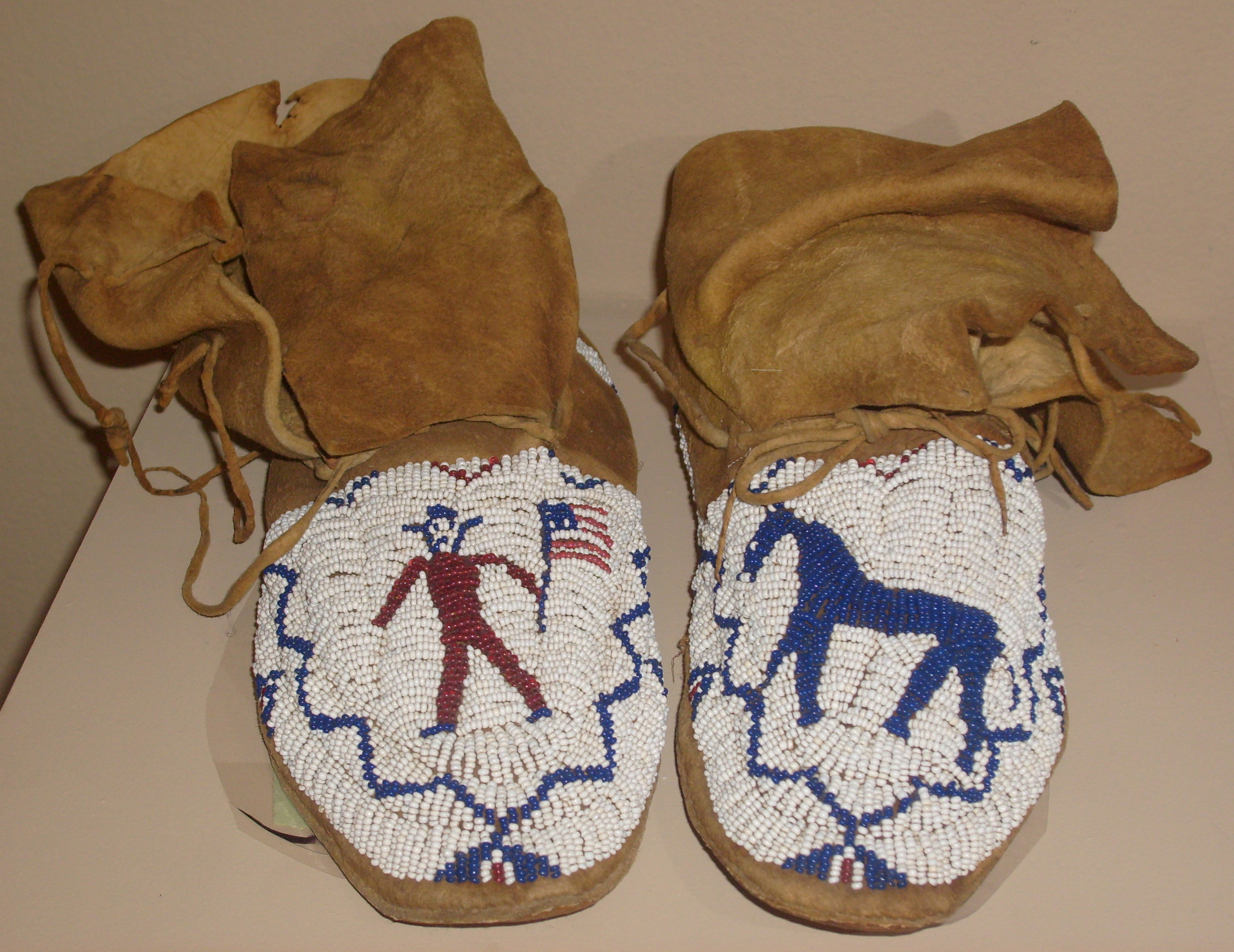
1900年頃にワイオミングのショショーニ族インディアンが作った、ビーズ飾りのモカシン

「moccasin」の語はアメリカ・インディアン諸語の中でもアルゴンキン語族の一つ、ポウハタン語の「makasin」に由来する。
先住民やヨーロッパからの入植者たちが履いていた靴で、ネイティブ・アメリカンの文化において装飾性（フリンジやカラービーズなど）が発展していった。甲部に装飾性の強い別布が縫い合わされたものもある。固い靴底が付いたものは、20世紀初頭になってからといわれる。
他の地域で利用された靴でも、一枚革で作られたスリッポン形式の靴は英語でモカシンと呼ばれる。インディアン・モカシンのほか、モカシンと名の付くものには、ノルウィージャン・モカシンや、デッキシューズに区分されることもあるデッキ・モカシン、ローファーの一種とされるビット・モカシン (bit moccasins)などがある。

### その他
アメリカ合衆国のミネトンカモカシン社は、1946年の創業以来、ハンドメイドのモカシンの販売を続けている。
1966年には、イギリスのクラークスが『ワラビー (Wallabees)』という商品名で、モカシンタイプで紐があるアンクル・ブーツを発売した。一般名称でデザート・ブーツ (Desert boots)と呼ばれることもある。
1994年には、ナイキからACGシリーズとして『エアモック（AIR MOC）』というスニーカーが発売され、「21世紀のモカシン (21st Century moccasin)」とも呼ばれた。

## その他
靴の爪先の縫い方に関して、「モカシン縫い」という言葉があり、種類としては、スワール・モカシン（Swirl Moccasin）などがある。